# Церква Сен-Мартен де Себур
Церква Сен-Мартен де Себур , також зазвичай називається церквою Сен-Дрюон, це католицька церква в Себурі, Франція  . Вона присвячена святому Мартину, популярному принаймні з XIII століття святому на півночі Франції. Після реконструкції внаслідок пожежі 1186 року церква залишилася присвяченою святому Мартину, але також вшановує місцевого святого Дроґо (Дрюона), покровителя пастухів, який народився в графстві Артуа у 1118 році і помер як відлюдник у Себурі у 1186 році.

## Місцезнаходження
Церква розташована у французькому департаменті Нор, у комуні Себур . Вона розташована на площі Церкви (Place de l'Eglise), на пагорбі, який домінує над південно-східною частиною села.

## Історія
Ймовірно, стара церква зникла під час пожежі, яка сталася до 1186 року. Ця пожежа пов'язана із дивовижною подією, коли святий Дроґо залишився молитися у своїй келії, оточений полум’ям. Вогонь оточив його, але не завдав шкоди. Про цю стару церкву, яка була заснована ще за романських часів, є досить мало відомостей  .
За словами П'єра Лебука, будівництво нинішньої церкви почалося після смерті Дроґо в 1186 році  . Це будівництво було зафіксовано в XIII сторіччі  . Після того, як у цій церкві було поховано Дроґо, там почали відбуватися чудеса (серед інших — зцілення переломів  ).
Ця церква не була схожа на сьогоднішню. За пройдешні роки вона зазнала численних змін, найпомітнішою з яких, безумовно, є заміна бічної башти на фронтальну (як це можна побачити в альбомах Крої ). Ця нова башта датується 1697 роком (згідно вказаної на ній дати), вона була побудована Бернардом Дуезом. Висота башти сягає 73 метрів. Годинник із трьома циферблатами, де святий Дроґо показував час, зник. Сьогодні тут залишилося лише три дзвони, тоді як раніше їх було 18. Дзвіниця чотирикутної форми в стилі Людовика XV; він має контрфорси та шпиль, оточений чотирма сиґнатурками  .
Під час Першої світової війни ця дзвіниця була частково зруйнована німецьким бомбардуванням, що можна побачити на тогочасних листівках  .
З 1919 року будівлю було віднесено до списку історичних пам’яток.

## Інтер'єр церкви
Інтер'єр церкви містить багато визначних предметів :
- Вироби з дерева XVII ст. (амвон, вівтар з балюстрадою, лава для причастя, головний вівтар і вівтарний образ на хорах, вівтар Святого Дрого, його вівтарний образ та балюстрада) і XVIII ст. (4 сповідальні, два бічні вівтарі, корпус органу та всі панелі, що оточують нави та хор).
- Надгробки XIV ст століття, що зображають графа Бодуіна д'Енен-Ліетар та його дружину Ізабо де Себур.
- Амвон 1613 р., зроблений столяром Жаком Гантуа.
- Органи XVI ст з дубовим корпусом 1780 року. Ці дерев'яні вироби віднесені до пам'яток історії.
- Романський (або літургійний) басейн, один з останніх у Франції.
- Картини святого Мартина та святого Дрого у XIX ст .

- Скит або келія Дрого 1774 р. Це та сама келія, де святий Дрого знаходився під час пожежі попередньої церкви. У цій келії знаходиться надгробок святого XV ст. та вітраж XX ст. Попередній вітраж був червоним, і вся келія була залита яскраво-червоним світлом[8] .

## Галерея

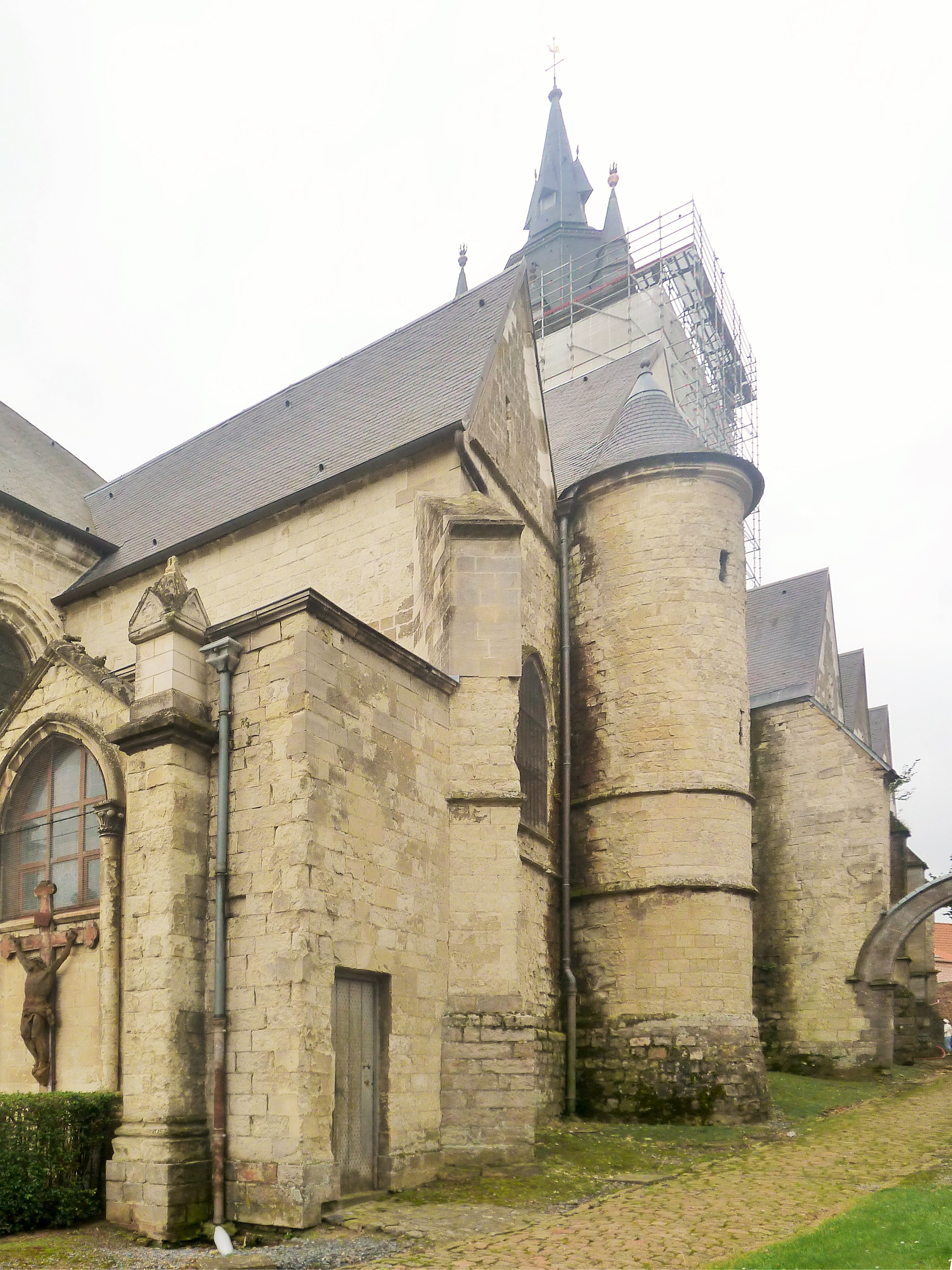
Північний фасад церкви Сен-Мартен де Себур із її округлою баштою.
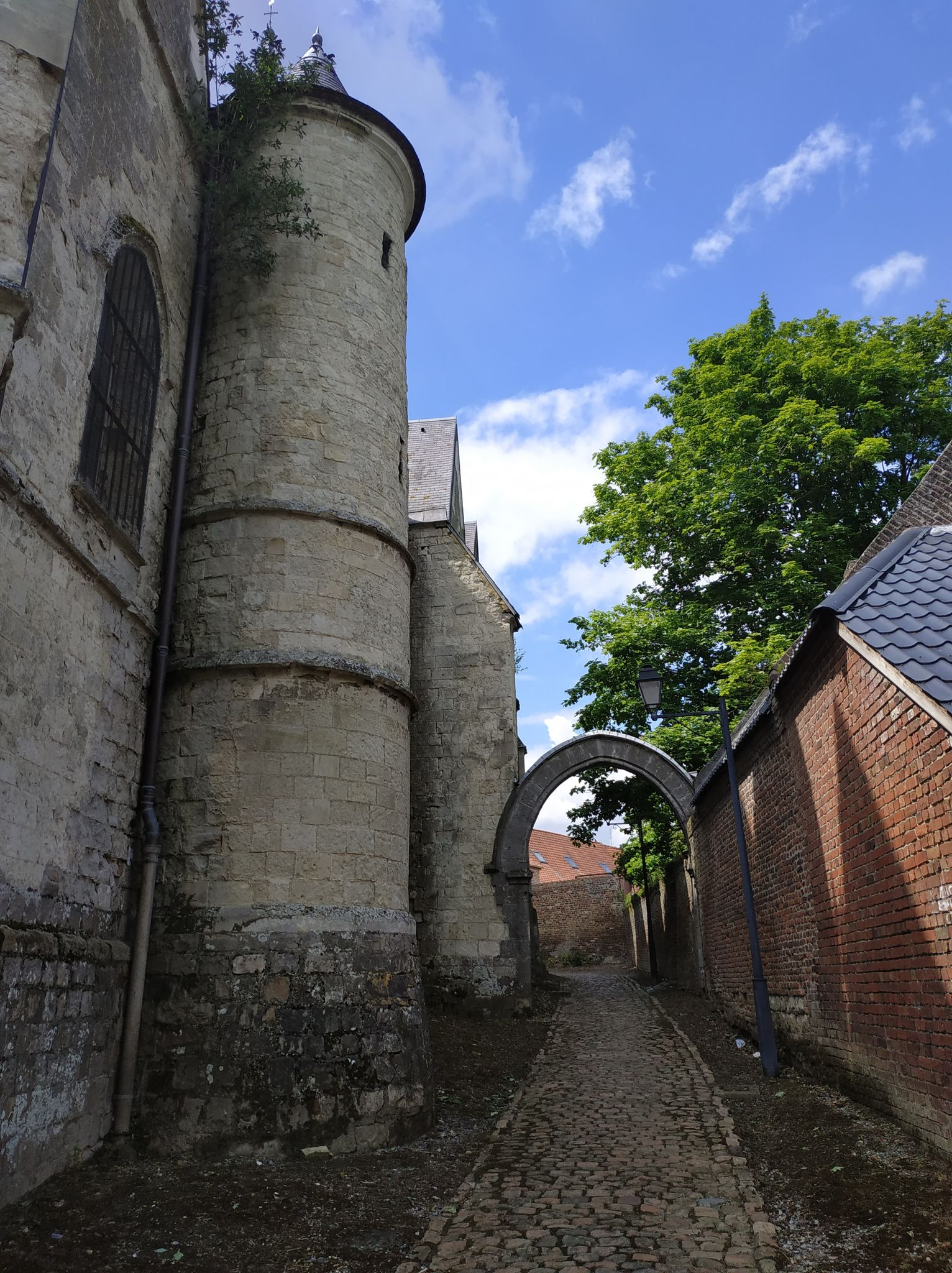
Пішохідна вулиця, що проходить під аркою башти.
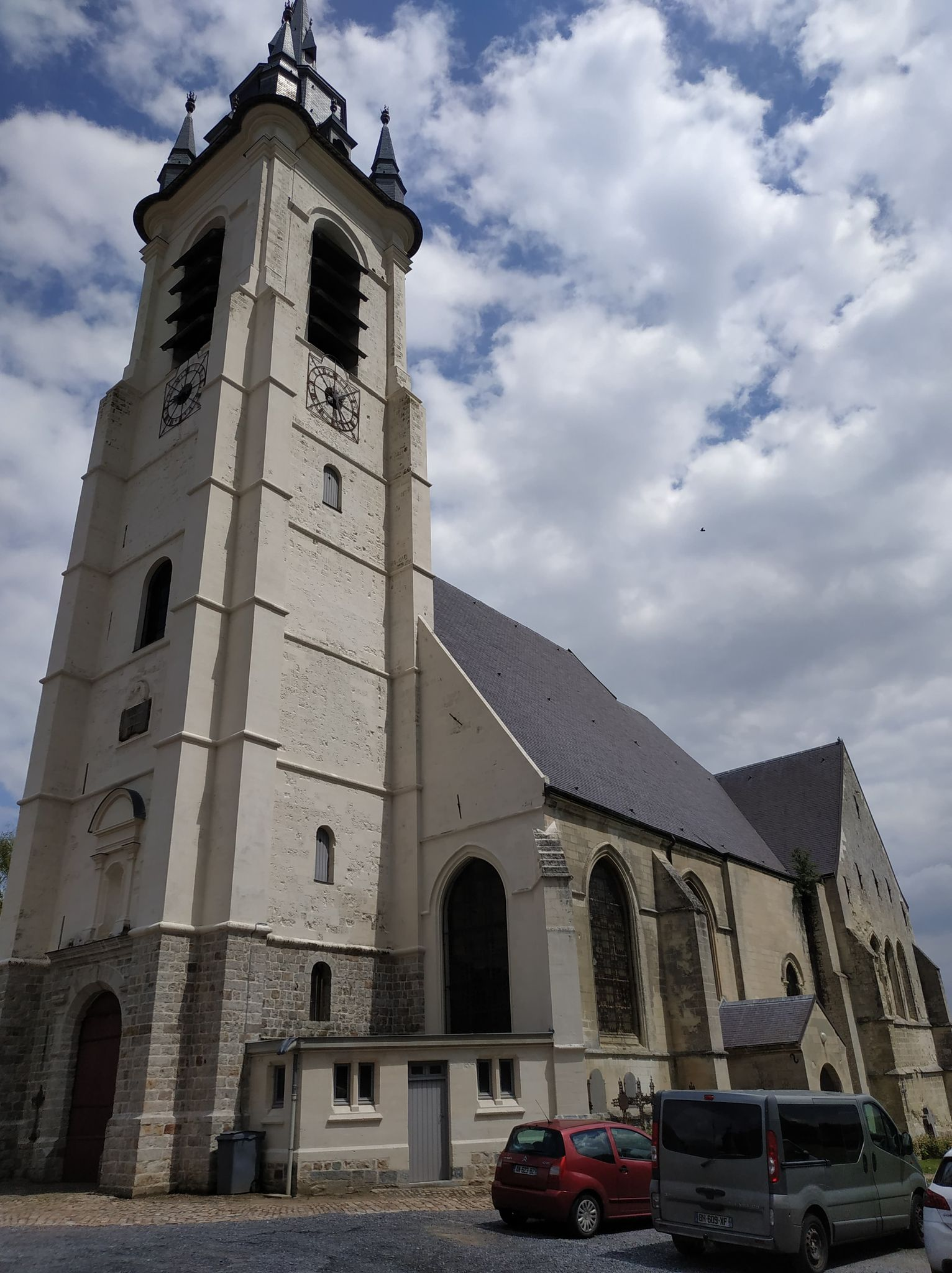
Південний фасад церкви та дзвінниця.
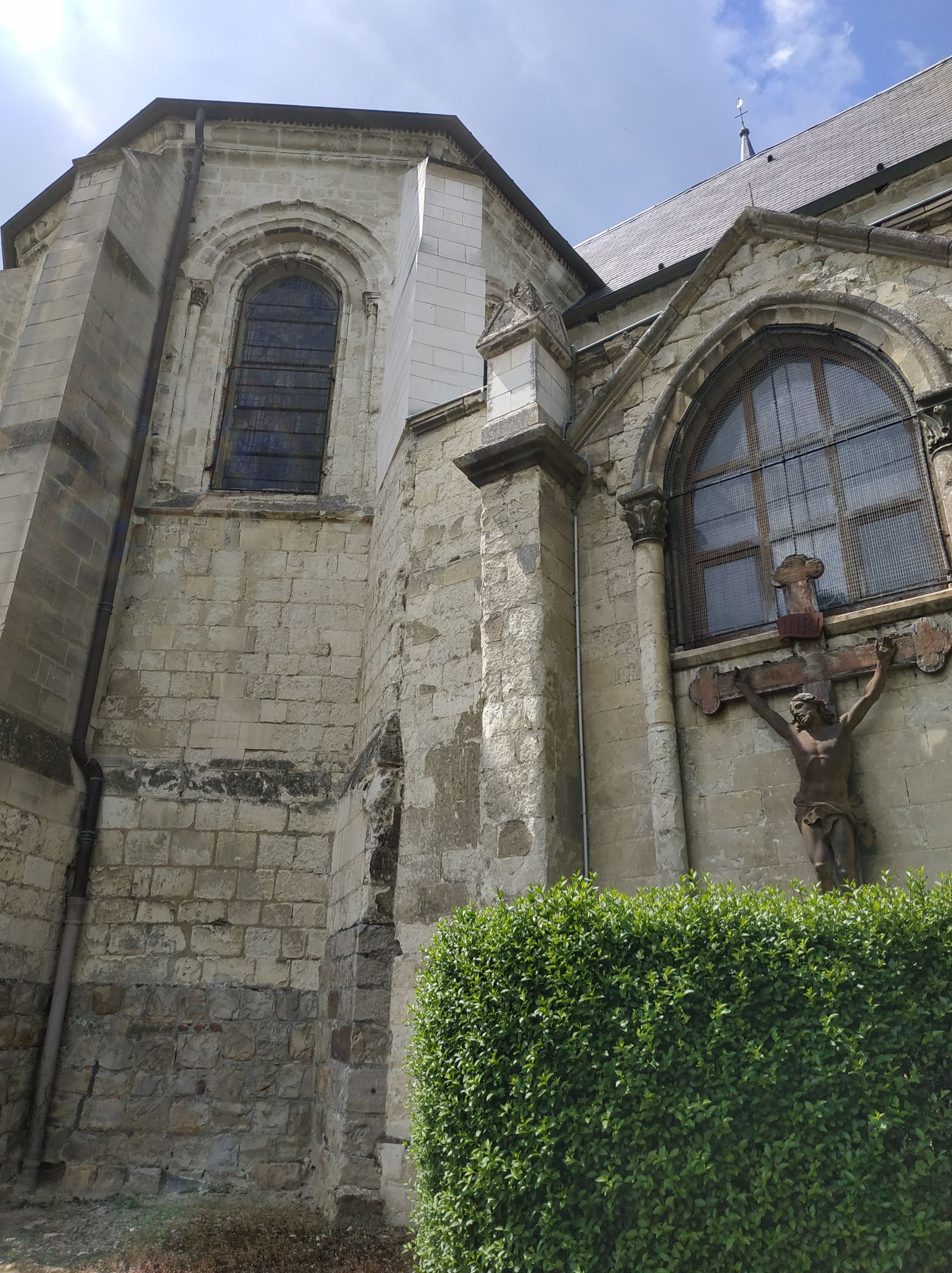
Задня частина церкви з вітражем та розп'яттям.
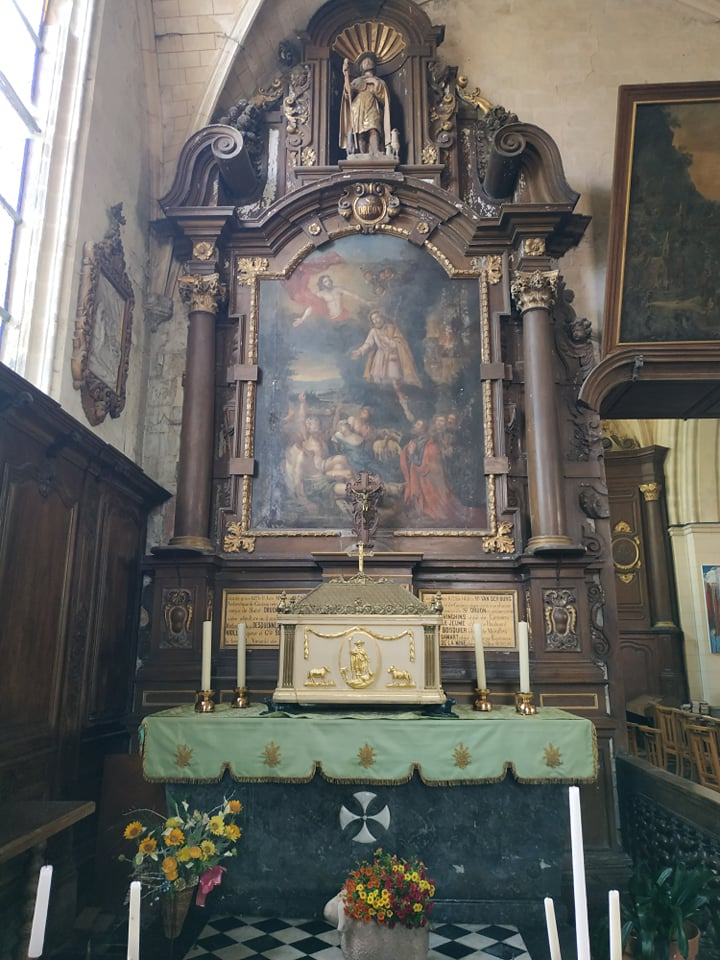
Вівтар і храм святого Дрого.
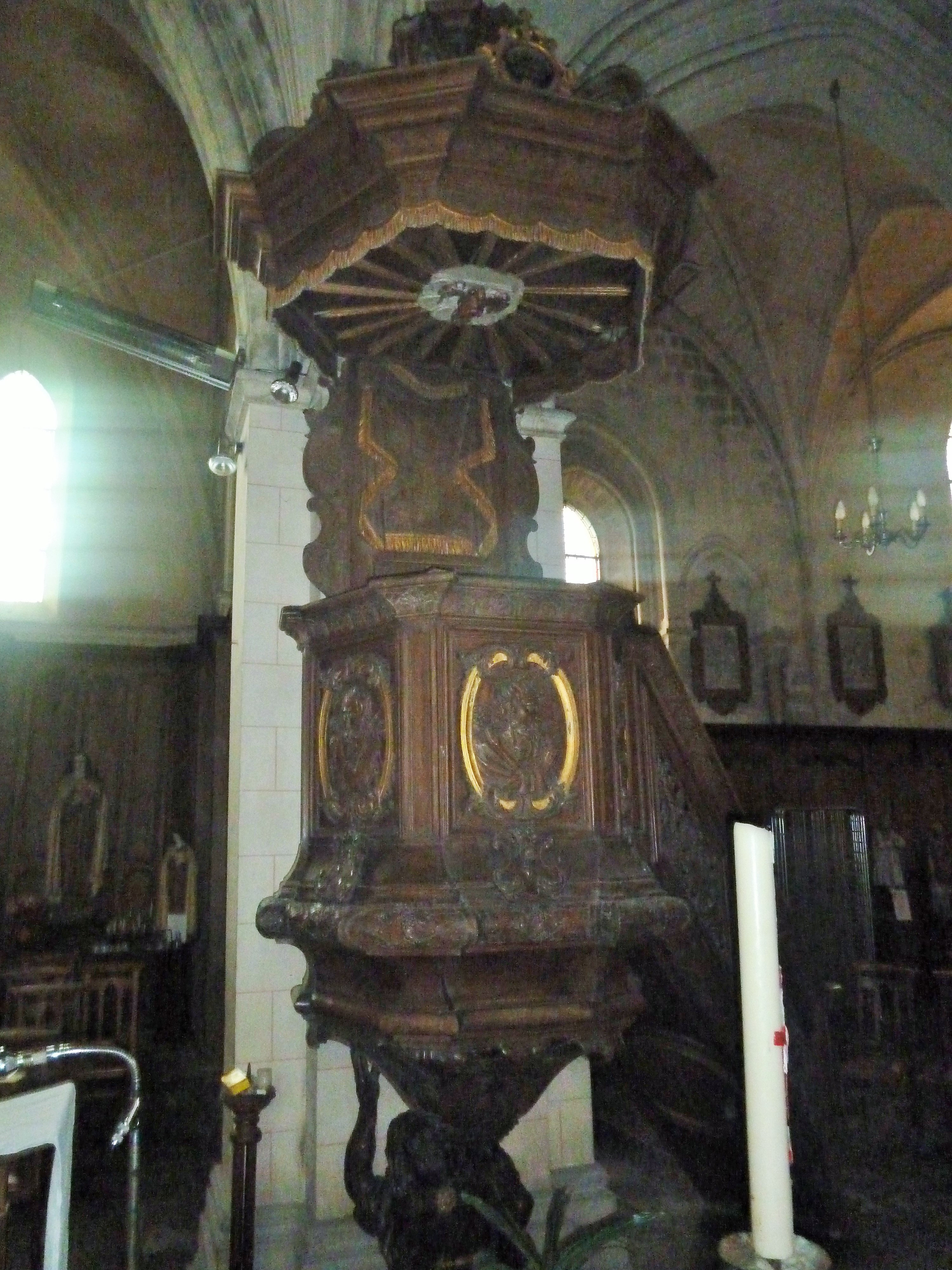
Кафедра Істини в церкві Сен-Мартен.
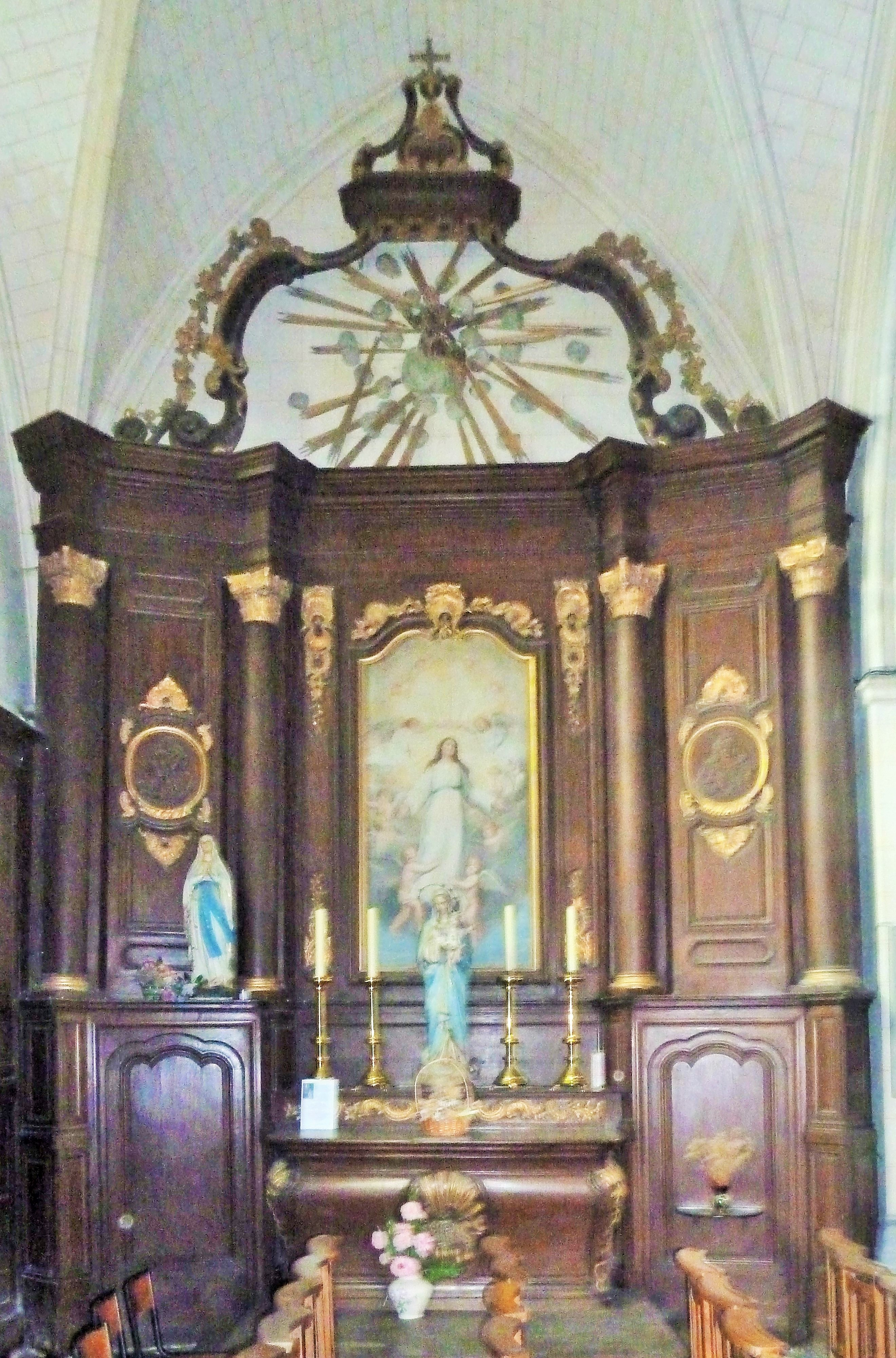
Абсидіол на честь Успіння Богородиці.
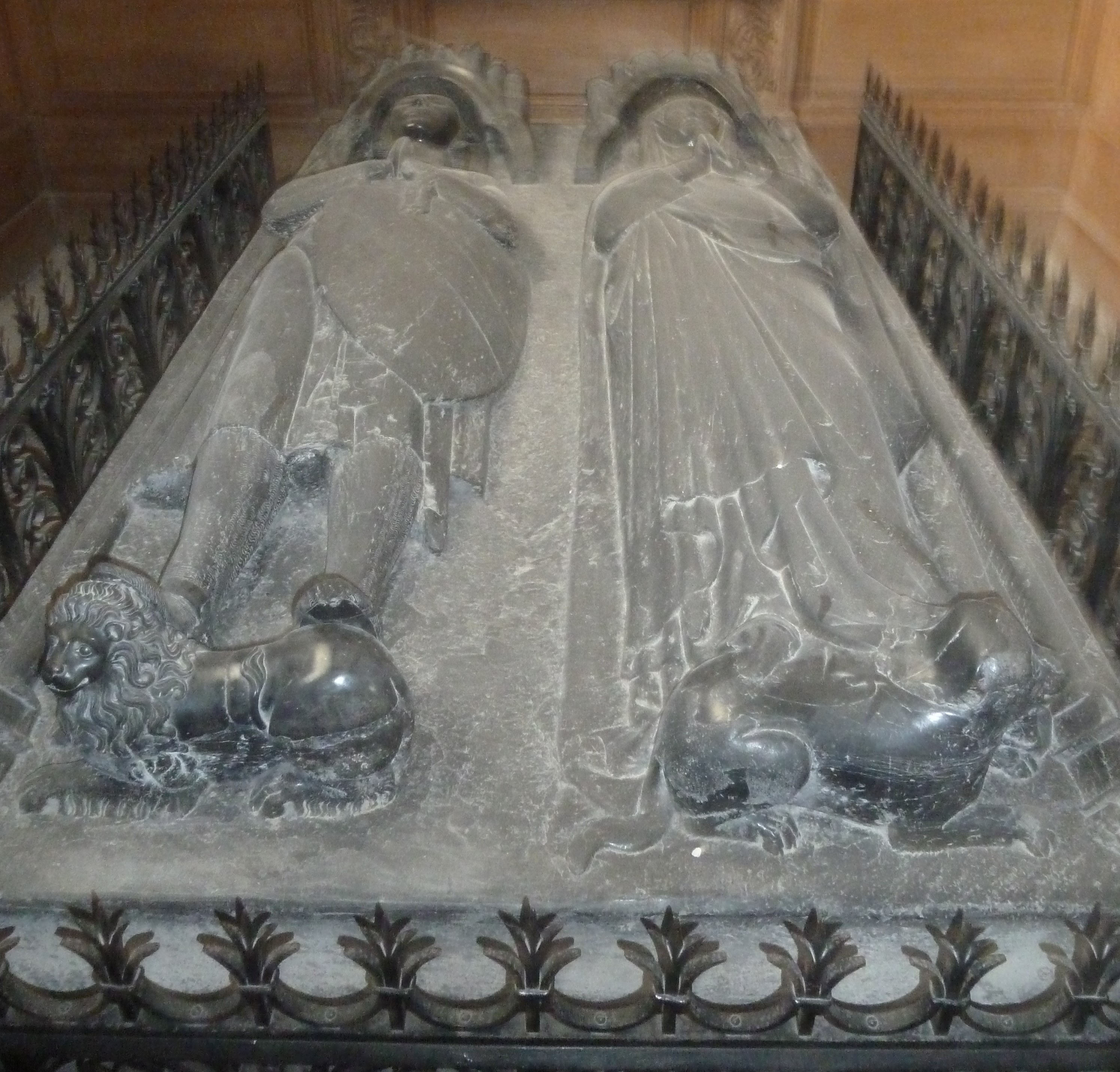
Надгробок Бодуіна д'Енен-Ліетар та Ізабо де Себур.
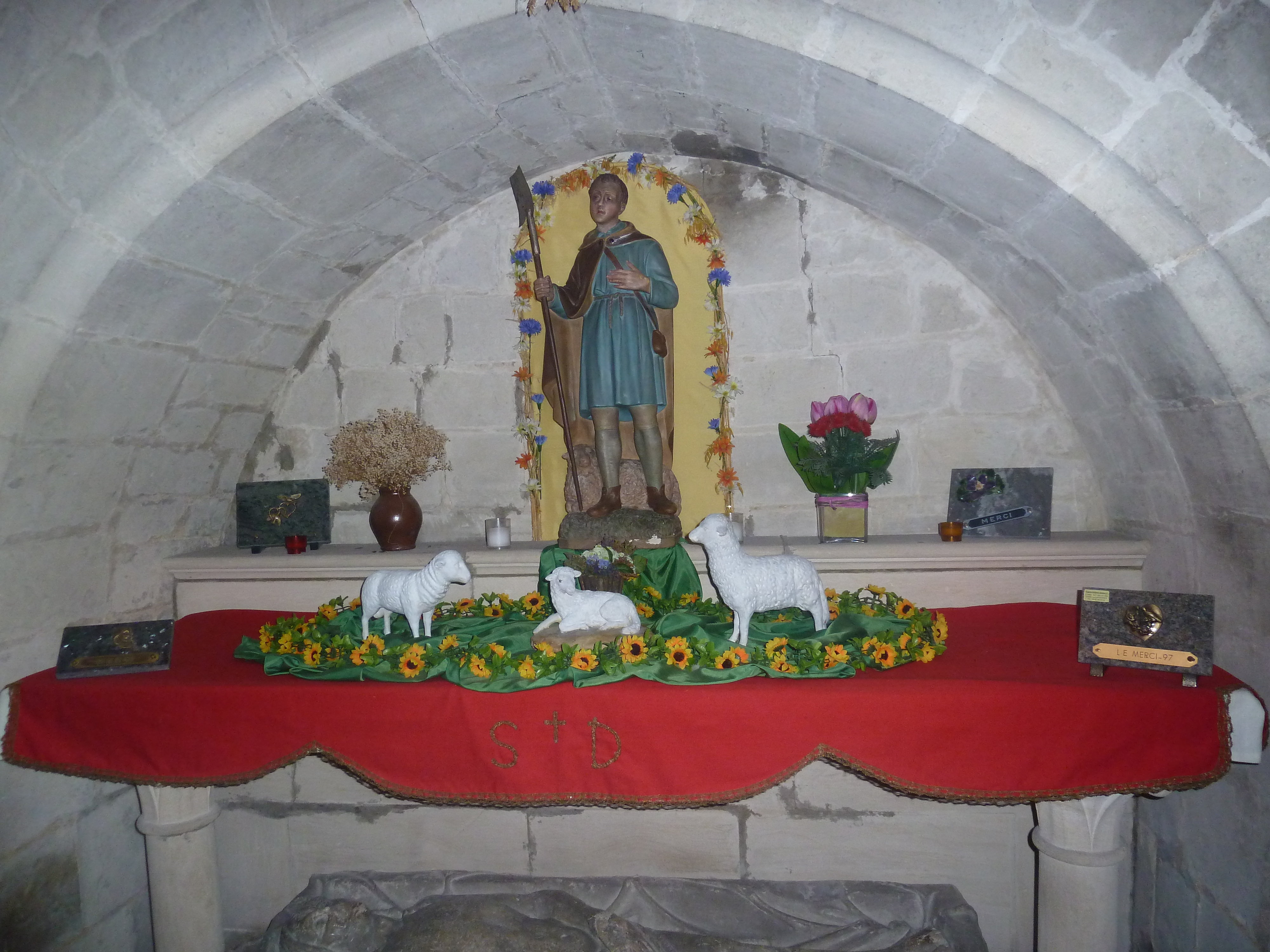
Бічна каплиця, присвячена святому Дрого.
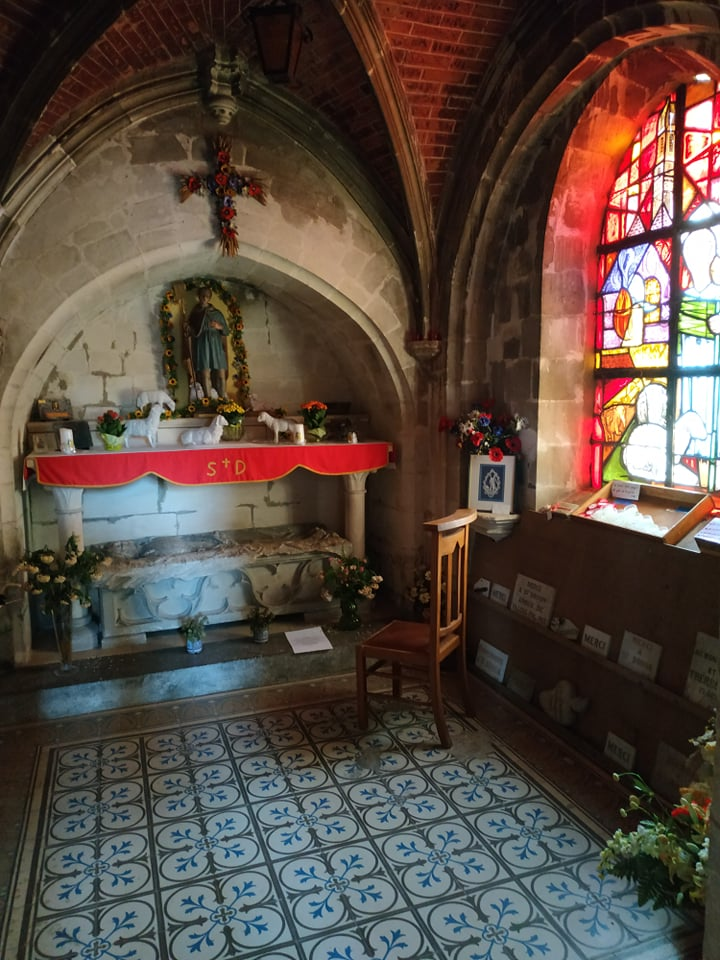
Каплиця Святого Дрого з його надгробком.